# Helen Blau

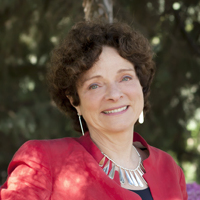
Helen Blau (2013)

Helen Margaret Blau (* 1948 in London, Vereinigtes Königreich) ist eine britisch-amerikanische Biologin und Hochschullehrerin. Sie ist Professorin der Donald E. und Delia B. Baxter Foundation und Direktorin des Baxter Laboratory for Stem Cell Biology an der Stanford University. Ihre Forschung hat regulatorische Netzwerke aufgedeckt, die die nukleäre Umprogrammierung und therapeutische Wirkstoffe zur Verbesserung der Muskelregeneration bei Alterung und Dystrophie steuern.

## Leben und Werk
Blau ist die Tochter eines Chefhistorikers für Europa bei der US-Armee und späteren Verbindungsoffiziers an der amerikanischen Botschaft in Bonn. Ihre Mutter unterrichtete deutsche Sprache und Literatur. Bis zu ihrem sechsten Lebensjahr lebte sie in den USA, danach in Deutschland und verbrachte mehrere Sommer an der internationalen Schule Ecole d’Humanité in der Schweiz. Sie studierte an der University of York, wo sie 1969 einen Bachelor-Abschluss in Biologie erhielt. An der Harvard University erwarb sie 1970 den Master-Abschluss in Biologie und promovierte 1975 bei Fotis Kafatos in Biologie. Anschließend forschte sie bis 1978 als Postdoctoral Fellow bei Charles J. Epsten in den Abteilungen für Biochemie und Biophysik sowie der Abteilung für medizinische Genetik an der University of California in San Francisco.
Danach war sie an der Stanford University bis 1986 Assistant Professor im Department Pharmacology, bis 1991 Associate Professor und dann dort bis 2002 Professor am Department of Molecular Pharmacology. 1999 wurde sie Donald E. and Delia B. Baxter Foundation Professor für Mikrobiologie und Immunologie und 2002 Direktorin des Baxter Laboratory for Stem Cell Biology an der Stanford University.
Sie heiratete den Psychiater David Spiegel, mit dem sie zwei Kinder bekam.

## Forschung
Blau ist für ihre Arbeit zur nukleären Reprogrammierung und zum Nachweis der Plastizität des Zellschicksals durch Zellfusion bekannt. In den 1980er Jahren führte Blau als Assistenzprofessorin Reprogrammierungsstudien durch, die zeigten, dass menschliche Zellen, von denen angenommen wurde, dass sie terminal differenziert sind (Hepatozyten, Keratinozyten und Fibroblasten), direkt reprogrammiert werden konnten, um Gene mit alternativem Schicksal (Muskeln) zu exprimieren, ohne dass eine DNA-Replikation oder Zellteilung erforderlich wäre. Dies gelang ihr, indem sie Zellen mit zwei unterschiedlichen Schicksalen miteinander fusionierte, um Heterokaryonten zu bilden. Ihre Arbeit lieferte frühe Beweise für die Plastizität adulter differenzierter Zellen und wird allgemein als Vorläufer der Techniken zur Erzeugung induzierter pluripotenter Stammzellen (iPS) angesehen.
Ihr Labor war Vorreiterin bei der Entwicklung von Biomaterialien zur Nachahmung der Muskelstammzellnische in vivo. Sie ist bekannt für die Identifizierung von Regulatoren, die die Funktion von Muskelstammzellen bei Muskelschwund und Alterung verbessern, einschließlich ihrer Entdeckung von Prostaglandin E2 als molekularem Faktor der Muskelregeneration und -verjüngung. Das Labor hat wegweisende Beiträge auf dem Gebiet der nuklearen Umprogrammierung des differenzierten Zustands geleistet. Die Forschung umfasst zelluläre und molekulare Ansätze der regenerativen Medizin für erworbene und vererbte Krankheiten. Ein zentrales Interesse gilt der Aufklärung der Mechanismen, die den Veränderungen der Funktion von Muskelstammzellen bei Alterung, Dystrophie und Diabetes zugrunde liegen.
Blau war führend auf diesem Gebiet mit neuartigen Ansätzen zur Isolierung von Muskelstammzellen, zur Aufrechterhaltung der Stammzellfunktion auf biotechnologisch hergestellten Plattformen und zu Strategien zur Verjüngung der Funktion gealterter Stammzellen. Ihre Arbeit bildet die Grundlage für innovative stammzellbasierte Strategien zur Behandlung von Skelett- und Herzerkrankungen aufgrund von Verletzungen, Krankheiten oder Alterung.

### Muskelreparatur und -regeneration durch Muskelstammzellen
Muskelstammzellen im erwachsenen Muskel bilden durchgehend die Grundlage für die Regeneration und Reparatur des Muskelgewebes. Ein großes Hindernis in der regenerativen Medizin und der Arzneimittelentwicklung zur Muskelreparatur war die Schwierigkeit ausreichende Mengen an Muskelstammzellen zu reinigen und sie in einem aktiven Zustand zu halten. Ihr Labor entwickelte eine Kombination neuartiger Technologien, darunter biotechnologisch hergestellte Mikroumgebungen, Zellverfolgungsalgorithmen und ein nicht-invasiver Biolumineszenz-Bildgebungstest (BLI) zur Überwachung des Muskelstamms, Zelltransplantation, Selbsterneuerung und Muskelreparatur bei lebenden Mäusen. Ihre Arbeit zeigte, dass im Alter zwei Drittel der Muskelstammzellen einen zellautonomen Defekt entwickeln.

### Verjüngung gealterter Muskelstammzellen und Gewebe durch Hemmung des Gerozyms 15-PGDH
Ihr Labor fand heraus, dass sich mit zunehmendem Alter in den Muskeln von Menschen zunehmende Mengen eines Proteins namens 15-PGDH ansammeln, das ein natürliches Entzündungsmolekül, Prostaglandin E2 (PGE2), abbaut, das für die Muskelreparatur nach Verletzungen entscheidend ist. Es zeigte sich, dass eine Reduzierung der 15-PGDH-Menge oder die Verwendung eines Medikaments zur Blockierung seiner Aktivität bei alten Mäusen deren allgemeine Gesundheit verbessert. Behandelte alte Mäuse können auf einem Laufband längere Strecken laufen, ihre Muskeln sind größer und sie sind stärker. Die Blockierung von 15-PGDH stimuliert auch Muskelstammzellen und erneuert so die Fähigkeit des Muskels, nach Verletzungen zu heilen. Umgekehrt führt eine Erhöhung des 15-PGDH-Spiegels bei jungen Mäusen zu einem Schrumpfen und einer Schwächung ihrer Muskeln, was den Effekt jahrelangen Alterns in einem Monat nachahmt. Diese Daten weisen 15-PGDH als Gerozym oder Hauptregulator der Skelettmuskelalterung aus. Ziel ist es zu verstehen, wie eine veränderte 15-PGDH-Menge diese Effekte verursacht und ob andere Gewebe in ähnlicher Weise betroffen sind. PGE2 hilft bei der Regulierung des Zellwachstums und der Energieproduktion, indem es die Mitochondrien, die Energiequelle der Zelle, regeneriert.
Blau besitzt mehr als 50 Patente und hat mehr als 100 wissenschaftliche Artikel veröffentlicht. Ein Viertel ihrer wissenschaftlichen Veröffentlichungen erfolgte in den Fachzeitschriften Science, Cell und Nature. Am 1. August 2024 betrug ihr h-Index 116. Die Innovationen des Blau-Labors wurden mit einem NIH MERIT Award, einem NIH Director's Transformative Research Award und einem NIH EUREKA Grant für außergewöhnlich innovative Forschung ausgezeichnet.

## Mitgliedschaften
- 1991: American Association for the Advancement of Science
- 1995: National Academy of Medicine
- 1996: American Academy of Arts and Sciences[7]
- 2016: National Academy of Sciences
- 2017: National Academy of Inventors[8]
- 2017: Päpstliche Akademie der Wissenschaften
- 2018: American Philosophical Society
- 2019: American Institute for Medical and Biological Engineering
- 2024: Österreichische Akademie der Wissenschaften[9]
- 2024: Royal Society

## Auszeichnungen und Ehrungen (Auswahl)
- 1984: Research Career Development Award, National Institutes of Health
- 1995: MERIT Award, National Institutes of Health
- 1999: FASEB-Preis für herausragende wissenschaftliche Leistungen, FASEB
- 2003: Ehrendoktorwürde, Universität Nijmegen
- 2017: Li Ka Shing Foundation Award
- 2018: Ehrendoktorwürde, University of York
- 2021: Milky Way Foundation Award
- 2025 National Medal of Science[10]